# Crailsheimer Kreis

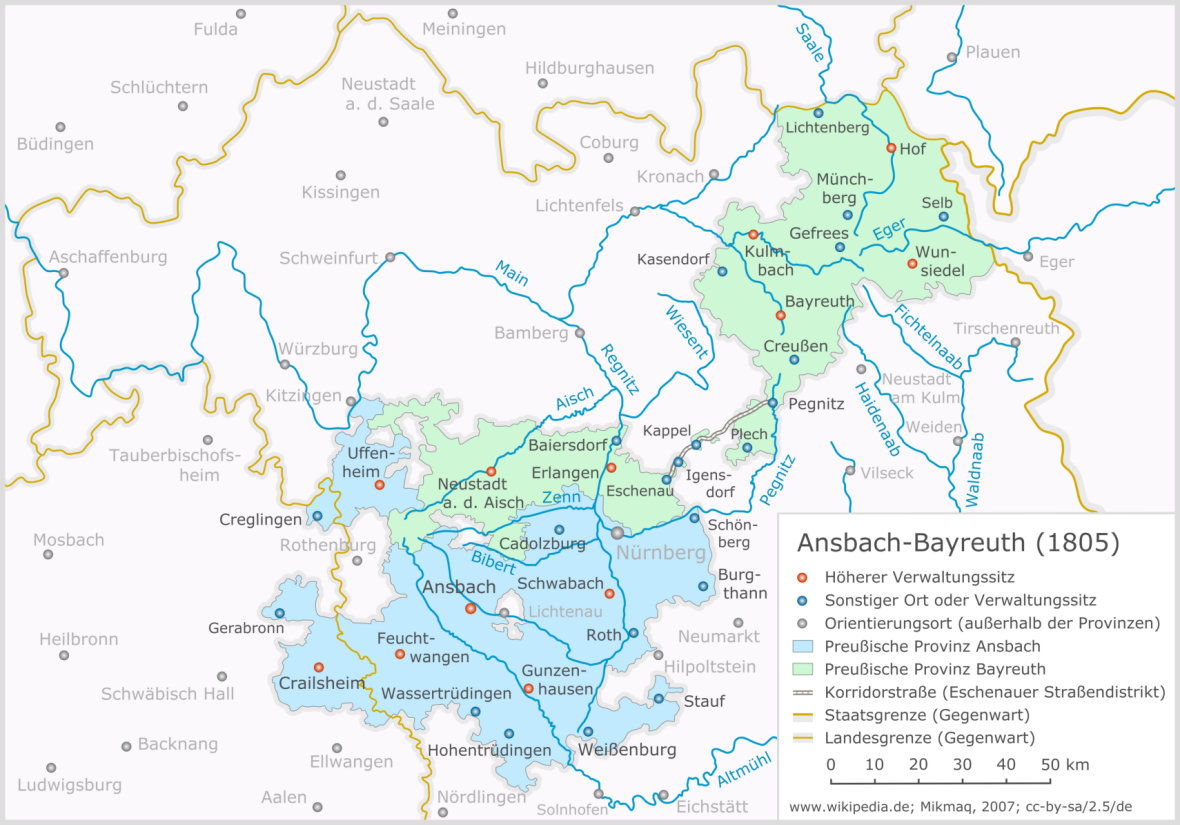
Ansbach-Bayreuth (nach territorialer Neuorganisation) im Jahr 1805

Der Crailsheimer Kreis war einer von sechs Landkreisen im preußischen Fürstentum Ansbach mit Sitz in Crailsheim. Er bestand zwischen 1795 und 1806. Die Kreisbehörde hatte die Bezeichnung Kreisdirektorium.

## Vorgeschichte
Zur Bildung des preußischen Verwaltungsgebietes Ansbach-Bayreuth kam es 1792, nachdem mit Karl Alexander der kinderlos gebliebene letzte Markgraf von Brandenburg-Ansbach, auch Fürstentum Ansbach genannt, der seit 1769 in Personalunion zudem das Fürstentum Bayreuth regierte, im Dezember 1791 gegen eine  Leibrente von jährlich 300.000 Gulden auf seine Herrschaft verzichtet hatte und seine Fürstentümer an das Königreich Preußen abgetreten hatte.

## Bildung des Crailsheimer Kreises
Am 3. Juli 1795 erließ der preußische König Friedrich Wilhelm II. das „Kgl. preußische Patent wegen Organisation der Landeskollegien und Verbesserung des Justizwesens in den Fränkischen Fürstentümern Ansbach und Bayreuth“. Dabei wurde aus den bisherigen Ansbacher Oberämtern Crailsheim und Feuchtwangen der Crailsheimer Kreis gebildet. Gleichzeitig wurde die Gewaltenteilung durch die Trennung von Verwaltung und Justiz eingeführt.
Mit Patent des preußischen Königs vom 19. November 1795 und der Instruktion für sämtliche Stadtgerichte, Justizämter und Patrimonialgerichte des Fürstenthums Ansbach vom 11. Juni 1797 wurden die Regelungen konkretisiert und die Justizämter eingerichtet. Im Crailsheimer Kreis gab es dann die Justizämter Crailsheim und Feuchtwangen sowie das Stadtgericht Crailsheim.

## Zuständigkeit
Zum Ressort des Kreisdirektoriums gehörten die landrätlichen Funktionen, das Militär-, Marsch- und Einquartierungswesen, die Kantonssachen, die Verteilung von Lasten und Fronden, ferner die des Steuerrats, die Aufsicht über die Stadtverwaltungen und über ihre Kassen sowie über die wirtschaftliche Lage der Einwohner. Außerdem wurde das Kreisdirektorium die vorgesetzte Behörde der Ämter. Justizaufgaben hatte das Kreisdirektorium nicht, für die Rechtspflege waren allein die Justizämter Crailsheim und Feuchtwangen sowie das Stadtgericht Crailsheim zuständig, womit es hier schon sehr früh zu einer Gewaltenteilung kam. Aber auch die polizeiliche Strafgewalt war gering, der Kreisdirektor konnte lediglich Geldstrafen bis zu 5 fl. und Haft bis zu 5 Tagen verhängen.:88

## Organisation des Kreisdirektoriums
Leiter des Kreisdirektoriums war der Kreisdirektor. Er war ein von oben abhängiger, sonst unumschränkt regierender Beamter des Staates. Eine Beteiligung des Adels oder überhaupt der kreiseingesessenen Bevölkerung gab es nicht. Das Gehalt des Kreisdirektors war mit 1500 fl. und Naturalien im "Werte von 400 fl so hoch bestimmt, dass er ohne Nebeneinkünfte davon leben konnte. Ihm zur Seite stand niemand, er hatte nur Untergebene, keine Kollegen in der Behörde. Ihre Zahl war groß: ein Kommissar, der als Sachverständiger in landwirtschaftlichen Fragen und als Marschkommissar dienen sollte, ein Sekretär als Protokollführer und Expedient, ein Kalkulator, ein Konstrukteur für das Bauwesen, je ein Kopist, Ausreiter und Bote. Sie alle waren Staatsdiener und erhielten ihre Besoldung aus der Staatskasse.  Die in der Instruktion noch aufgezählten Physikus und Chirurg gehörten nicht zum Büro des Kreisdirektors.:89ff

## Organisation des Kreises
Gleichzeitig mit der Instruktion der Kreisdirektorien hatte der König die neue Organisation der Lokalbehörden genehmigt. In allen Städten wurde als Verwaltungsbehörde ein Polizeimagistrat errichtet. Seine Hauptaufgabe war die Verwaltung der Polizei, die als die Sorge für „alle Mittel und Anstalten zur Beförderung des inneren Wohles der Bürger“ definiert wurde. Mit Ausnahme des Militärs unterstand jeder Bewohner der Stadt unbedingt der Polizeigewalt des Magistrats. Der Polizeimagistrat wurde gebildet, indem wenigstens der Polizeibürgermeister ein Staatsbeamter mit festem Gehalt vom Ministerium ernannt wurde. In seiner Hand konzentrierte sich die Stadtverwaltung. Die übrigen Mitglieder des Magistratskollegiums traten hinter ihm in den Schatten. Der Rat, die aus seiner Mitte gewählten Bürgermeister, der ebenfalls vom Rat gewählte Syndikus waren neben ihm eine beratende, aber unverantwortliche und deshalb einflusslose Behörde. Zur Ausübung der Polizei wurden unter den Magistrat ein Polizeiinspektor und einige Diener gestellt. Die Finanzverwaltung blieb den Magistraten unter Aufsicht der Kammern. Diese Verwaltungsorganisation erstreckte sich auf alle Städte.
Das ganze übrige Land, mit Ausnahme von ausdrücklich anerkannten Grundherrschaften, wurde in Ämter eingeteilt, die dem Grundsatz der Einheitlichkeit und Geschlossenheit des Staates entsprachen. Bei ihrer Abgrenzung wurde auf historischen Zusammenhang nicht die mindeste Rücksicht genommen, lediglich geographische Gesichtspunkte waren maßgebend. Die Ämter wurden von zwei Amtleuten verwaltet, die Staatsbedienstete waren und die sich die Geschäfte nach einer festen Regel teilten und sich gegenseitig zu kontrollieren hatten. An Untergebenen konnte jeder in seinem Ressort allein verfügen, Berichte an Vorgesetzte bedurften der gemeinsamen Unterschrift. Auch die Schreiber wurden staatlich angestellt, außer ihnen war in manchen Ämtern auch ein Assistent tätig, die sich dann wiederum gegenseitig zu kontrollieren hatten. Eine gemeindliche Selbstverwaltung gab es nicht.:89ff

## Orte des Crailsheimer Kreises

### Justiz- und Kammeramt Crailsheim
Der Bezirk des Justiz- und Kammeramtes Crailsheim ist weitestgehend identisch mit dem des ansbachischen Oberamtes Crailsheim. 1801 umfasste er 258 Orte:
- Alexandersreuth
- Alfelden
- Altenmünster
- Amlishagen mit Mühle
- Anhausen, Kloster
- Appensee
- Aspach bei Hengstfeld
- Aspach bei Waldthann
- Auhof
- Aumühle
- Banzenweiler
- Banzenweiler Mühle
- Bauzenhof
- Bechhof bey Ellrichshausen
- Bechhof bey Honhard
- Beierlbach
- Beimbach
- Beitenmühle
- Belzhof
- Bemberg
- Berenhaltermühle
- Bergbronn
- Berkertshofen
- Bernhardsweiler
- Bezenhof und Mühle
- Blobach
- Blindhöflein
- Bolgenthal
- Branzenberg
- Breinersberg
- Bronholzheim
- Bubenmühle
- Buch
- Buchmühle
- Buckenweiler
- Burgberg
- Bürkelbach
- Burleswagen
- Crailsheim
- Eckenroth
- Eichelberg
- Eichelhof und Seegmühle
- Ellrichshausen
- Elpertshofen
- Emhardsbühl
- Engelhardshausen
- Erkenbrechtshausen
- Esbach
- Eulenmühl
- Fichtenhof
- Flugelau, Schloß
- Forst
- Gailroth
- Geisbühl
- Geiselrot
- Geismühl
- Gerabronn
- Gerbertshofen
- Gersbach
- Geuchshausen
- Giesrechenmühle
- Goldbach
- Grashöfe
- Gröningen
- Grosenhub
- Grünberg
- Gründelhard
- Grumbach, Sägmühle
- Gunzen
- Haard
- Haardhof
- Haardmühle
- Hagenhof
- Hahnenhof
- Hahnensägmühle
- Hainkenbusch
- Hainzenmühle
- Halten
- Hammersmühle
- Hammerschmiede bey Onolzheim
- Haselhof
- Hauspertsmühle
- Heerbühl
- Hegenberg
- Heinershof
- Heldenmühle
- Hellmannshofen bey Honhard
- Helmshofen
- Hencksegmühle
- Hengstfeld
- Hetzelhof
- Hilpert
- Hinteruhlberg
- Hirschhof
- Hirschmühle
- Hohenberg
- Hohenbronn
- Hohnhard
- Hornberg
- Horschhausen
- Ingersheim
- Ipshof
- Jagstheim
- Jagstzell
- Kaesbach
- Kaeshof
- Kaihof
- Kalchmühle
- Kernmühle
- Ketschenweiler
- Kleinbretheim
- Klingelsmühle
- Knorrenmühle
- Kresbronn
- Krettenbach
- Krumbachs Seegmühle
- Kupferhof
- Künhard
- Lauderbach
- Leitsweiler
- Leuckershaußen
- Limbach
- Lindenhof
- Lixhof
- Lixmühle
- Lohr
- Luramühle, die Obere
- Mainkling
- Marienkappel
- Markertshofen
- Matzenbach
- Maulach
- Meelhof
- Melbersmühle
- Michelbach an der Haid
- Michelbach an der Luke
- Michelfeilshäuslein
- Mistlau
- Mittelmühle
- Musdorf
- Neidenfels
- Nestleinsberg
- Neuberg
- Neuenstädlein
- Neuhaus
- Neumühle
- Niederweiler
- Niederwinden
- Obermäusling
- Obermühle bey Jagstheim
- Oberndorf bey Beimbach
- Oberspeltach
- Oberteufstetten
- Offenbach
- Ölhaus
- Ölmühle bey Crailsheim
- Ölmühle bey Oberteufstetten
- Onolzheim
- Oschatten
- Partenmühle
- Plofelden
- Prettenfeld
- Ranzenweiler
- Rauhenstadt
- Rechenberg
- Rechenhausen
- Reh- oder Grunberg
- Regelshagen oder Oberweiler
- Reesenhof
- Reisensägmühle
- Reuenthal und Mühle
- Riedsweiler
- Riegelhof
- Rittern
- Rockenhalten
- Ropfershof
- Rosburg
- Rosenberg
- Roßfeld
- Rotendorf
- Roth am See
- Rother Seemühle
- Rothhof
- Rothisweilersägmühle
- Röthlein
- Rothmühle
- Rudolphsberg
- Ruckershagen
- Rupersbach
- Saalbach
- Sägmühl bei Schimmelrot
- Sägmühl bei Stimpfach
- Sandhof
- Satteldorf
- Sattelhaus
- Sauerbronnen bey Crailsheim
- Saurach
- Scheibenhof
- Scheinbach
- Schimmelhof
- Schisselhof
- Schlechhardshof
- Schleifmühl bey Michelbach an der Lücken
- Schönbronn bey Markt Lustenau
- Schultberg
- Schwarzenhorb
- Schwarzmühl
- Seelgenstadt
- Seemühle
- Seidelsdorf
- Sieglershofen
- Simonsberg oder Lichtenstein
- Sixenhof
- Sixenmühle
- Spenhof
- Spiegelmühle
- Spielhof
- Stegenhof
- Steinbach am Wald
- Steinbach an der Jagst
- Steinenweiler
- Stetten
- Stimpfach und Mühle
- Stöckenhof
- Streitberg
- Tempelhof
- Tiefenbach
- Triensbach
- Tristhausen
- Untermeuerling
- Unterspeltach
- Unterteufstetten
- Vehlenberg
- Vehlweiden oder Kuppelismühle
- Veitswind
- Volkertshausen
- Vorderuhlberg
- Waidenhäusermühl
- Waldthann
- Wallhausen
- Weidmannsberg
- Weilershof
- Weipertshofen
- Weldershub
- Werdek
- Wespes
- Wetschgertshaußen
- Wiesenbach
- Wilsmühl
- Wildenstein
- Willen
- Winterberg
- Wittau
- Wollmershaußen
- Wüstenau
- Zankhof
- Zollhof und Haus
- Zumwagner

### Justiz- und Kammeramt Feuchtwangen
Der Bezirk des Justiz- und Kammeramtes Feuchtwangen ist fast identisch mit dem des ansbachischen Oberamtes Feuchtwangen. Lediglich der Beeghof und Bergertshofen unterstanden nun dem Justiz- und Kammeramt Crailsheim. 1801 umfasste er 232 Orte:
- Aichen
- Aichmühl
- Aichenzell
- Allersberg
- Amonschönbronn
- Angerhof bey Dürrwang
- Angerhof bey Elpersroth
- Archshofen
- Bammhofen
- Banzenweiler
- Bechhofen
- Beckenmühle
- Bergnerzell
- Bernau
- Bieberbach
- Binzenweiler
- Birkach
- Böcka
- Bonnlanden
- Bortenberg
- Bottenweiler
- Breitenau
- Bruck
- Buchmühle bei Schnelldorf
- Buchmühle und Buchhof bei Schopfloch
- Bühl bey Rödenweiler
- Burgstall
- Büttelhof
- Charhof
- Charmühle
- Deffersdorf
- Dentlein
- Deuenbach
- Dickersbronn
- Dinkelsbühl Vorstadt
- Dombühl
- Dorfgütingen
- Drentelmühle
- Dürnhof
- Dürrwang
- Elbleinsmühle bey Windshofen
- Elpersroth
- Emmetsweiler
- Erlmühlen bey Dentlein
- Eschenbach
- Espach
- Eulenhof (Breitenau)
- Fallhaus bey Feuchtwang
- Felden bey Dinkelsbühl
- Fetschendorf
- Feuchtwangen
- Fischhaus bey Dinkelsbühl
- Flinsberg
- Forndorf
- Fröschau
- Froschmühle
- Gartenhaus bey Dinkelsbühl
- Gastenfelden
- Gehrenberg
- Georgenhof
- Gernsbronn oder Geisbronn
- Glashofen
- Grabenwind
- Grimschwinden
- Grosmühle
- Grosohrenbronn
- Gumpenweiler
- Gumpertshausen
- Gündelbach bey Windshofen
- Guttenmühle bey Windshofen
- Hainmühle bey Krapfenau
- Hammerschmiede bey Zehndorff
- Haundorf
- Häuslingen und Mühle
- Heckmühle
- Heilbronn
- Hellenbach
- Herbstmühle
- Herrnschalbach
- Hilpertsweiler
- Hinterbreitenthon
- Hinterhof, alt und neu
- Hirschlach
- Höfstetten bey Feuchtwang
- Höfstetten bey Wieseth
- Holdermühle
- Hopfengarten
- Jägerhaus bey Feuchtwang
- Jacobsmühle bei Aichau
- Jockenmühle bey Unterampfrach
- Jungenhof
- Kaltbronn
- Keierberg
- Kemleinsmühle bey Hellenbach
- Kleinohrenbronn
- Kobeltsmühle bey Dinkelsbühl
- Kohlen
- Koppenschalbach
- Krapfenau und Mühle
- Krebshof
- Krobshausen
- Krobshäuser Mühle
- Kühnhard
- Laberswinden
- Larrieden
- Lattenbuch
- Lehenbuch
- Lehengütingen
- Leiperzell
- Leukersdorf
- Leuxenhof
- Lichtenau
- Liebersdorf
- Limbach
- Lohe
- Lohemühle bey Feuchtwang
- Lölldorf
- Löschenmühle bey Unterahorn
- Lottermühle, die obere
- Lustenau
- Mazmannsdorf
- Mezlersberg
- Mittelmühle bey Keierberg
- Mittelschönbronn
- Mögersbronn
- Mörlach
- Mosbach
- Neidlingen oder Bechhof
- Neumühle bey Keierberg
- Neumühle bey Schopfloch
- Neumühle bey Weidelbach
- Neu- oder Walkmühle bey Oberkemathen
- Neuses
- Oberahorn
- Oberampfrach
- Oberdallersbach
- Obermühle bey Dürrwang
- Obermusbach
- Ober- und Unterradach
- Oberramsbach
- Oberrothmühle
- Oberschönbronn
- Oberstelzhausen
- Oehlmühle bey Dentlein
- Pfaffenhof bey Hellenbach
- Pfladermühle
- Poppenweiler
- Pulvermühle bey Waldhäuslein
- Rammerzell (öde)
- Ranspach
- Rappenhof
- Razendorf
- Reichenbach und Mühle
- Riegelbach
- Rismannsschalbach
- Rödenweiler
- Rohrmühle bey Schopfloch
- Röschenhof
- Rothhof
- Rothmühle
- Sachsbach
- Sandhof (öde)
- Schafhausen (öde)
- Schindelmühle
- Schleifmühle bey Dinkelsbühl
- Schleifmühle bey Feuchtwang
- Schlezenmühle bey Amonschönbronn
- Schnelldorf
- Schnepfenmühle bey Forndorf
- Schönmühle bey Feuchtwang
- Schönmühle bey Lustenau
- Schopfloch
- Schwackhausen
- Seiderzell
- Sickersdorf
- Sinselhof bey Kleinohrenbronn
- Sommerau
- Sperbersbach und Mühle
- Stadtmühle bey Feuchtwang
- Steigmühle
- Steinbach bey Feuchtwang
- Steinbach bey Wildenholz
- Stollenhof und Mühle
- Sulz
- Sulzach
- Tauberschallbach
- Tribur
- Ueberschlagsmühle
- Ulrich St.
- Ungetsheim und Mühle
- Unsinnigenmühle bey Dinkelsbühl
- Unterahorn
- Unterampfrach
- Unterdallersbach
- Untermosbach
- Unterramsbach
- Unterrothmühle
- Unterstelzhausen
- Vellberg
- Voggendorf
- Volkertsweiler
- Vorderbreitenthann
- Waizendorf
- Waldeck
- Waldhausen, gros und klein
- Waldhäuslein
- Wehlmäusel
- Weidelbach
- Weikersdorf
- Weiler am See
- Weinberg
- Westheim
- Wiesenbruck
- Wieseth
- Wildenholz
- Windshofen
- Winterhalten
- Wizmannsmühle
- Wüstenweiler
- Zehedorf
- Ziegelhaus
- Ziegelhütte bey Feuchtwang
- Ziegenberg oder Heiligenkreuz bey Höfstetten
- Zimmersdorf
- Zirndorf
- Zischendorf
- Zumberg
- Zumhaus
- Zumhöfen
- Zumloch oder Dornberg
- Zwehrenberg und Mühle

## Ende und Auflösung des Crailsheimer Kreises

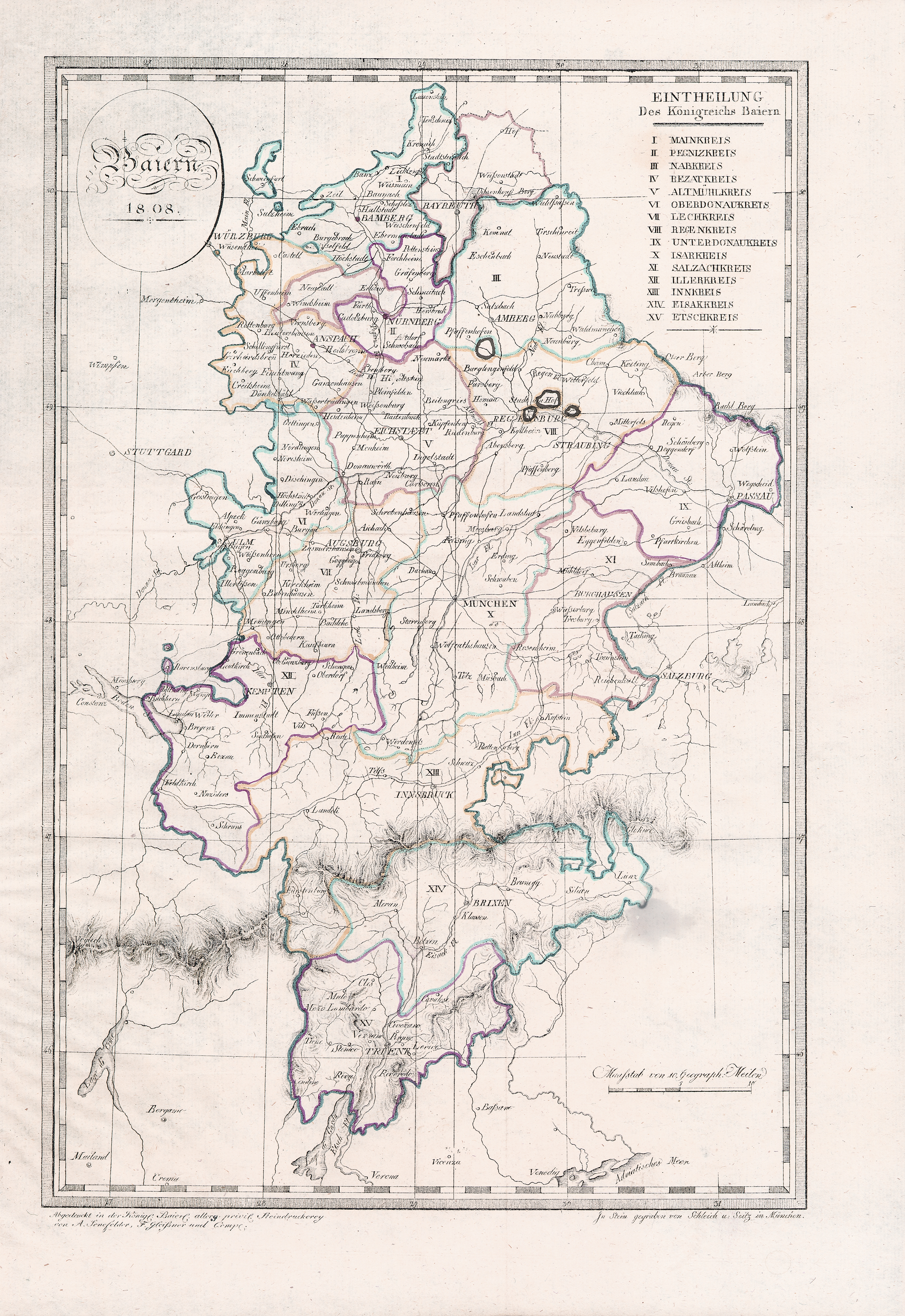
Bayerns Einteilung in Kreise im Jahr 1808

Am 15. Dezember 1805 fiel das Fürstentum Ansbach im Tausch gegen das Kurfürstentum Hannover an Frankreich und ging 1806 an das Königreich Bayern über. Bayern führte eine neue Verwaltungsgliederung ein. Aus dem Crailsheimer Kreis wurden die Landgerichte Gerhardsbronn (heute Gerabronn), Crailsheim und Feuchtwangen gebildet, Teile des Crailsheimer Kreises gingen auch an das Landgericht Dinkelsbühl.
Auf der Basis des Pariser Vertrags vom 28. Februar 1810 zwischen Frankreich und Bayern, der eine Verständigung über Gebietsarrondierungen zum Gegenstand hatte, kam es zum Grenzvertrag zwischen dem Königreich Bayern und dem Königreich Württemberg vom 18. Mai 1810 und die bayerischen Landgerichte Gerabronn und Crailsheim sowie kleine Teile der Landgerichte Dinkelsbühl und Feuchtwangen kamen schließlich zu Württemberg.